# Нижняя Яшевка
Нижняя Яшевка  — деревня в Тульской области России. С точки зрения административно-территориального устройства входит в Алексинский район. В плане местного самоуправления входит в состав муниципального образования город Алексин.

## География
Нижняя Яшевка находится в северо-западной части региона, в пределах северо-восточного склона Среднерусской возвышенности, в подзоне широколиственных лесов, к северу от автодороги 70К-014 (Алексин-Поповка-Тула), чуть западнее деревни Верхняя Яшевкаа, и в нескольких километрах к северу от посёлков Новогуровский и Слободка.

### Климат
Климат на территории Нижняя Яшевка , как и во всём районе, характеризуется как умеренно континентальный, с ярко выраженными сезонами года. Средняя температура воздуха летнего периода — 16 — 20 °C (абсолютный максимум — 38 °С); зимнего периода — −5 — −12 °C (абсолютный минимум — −46 °С).
Снежный покров держится в среднем 130—145 дней в году.
Среднегодовое количество осадков — 650—730 мм.

## История
Исторически называлась Средняя Яшевка. Рядом располагалась исчезнувшая деревня Нижняя Яшевка (упоминается в писцовых книгах и переписях начиная с 1628 г.). После исчезновения последней название Нижняя Яшевка перешло на бывшую Среднюю Яшевку.
По состоянию на 1913 г. входило в состав Спас-Конинской волости. Было приписано к церковному приходу в с. Гурово.

## Население
| 2010 |
| ---- |
| 2    |

## Инфраструктура
Обслуживается отделением почтовой связи 301382.

## Транспорт
Находится на дороге, ведущей к автодороге 70К-024, на старом направлении Симферопольского шоссе.